# Fugazi (Album)
Fugazi ist das zweite Studioalbum der britischen Rockband Marillion. Es wurde 1984 veröffentlicht und war das erste Album mit Ian Mosley am Schlagzeug.

## Entstehung
Aufgenommen wurde das Album im Manor Studio, Sarm East, Eel Pie und den Maison Rouge Studios, London, November 1983 – Februar 1984. Produzent war Nick Tauber, mit dem die Band bereits beim Vorgängeralbum gearbeitet hatte.
Das Album entstand unter schwierigen Umständen, während die Band nach dem Ausscheiden des Schlagzeugers Mick Pointer in rascher Folge eine Reihe von Nachfolgern beschäftigte und wieder hinauswarf, bevor man sich für Ian Mosley entschied.
Die Band erklärte später, dass sie mit dem Resultat ihrer Arbeit und vor allem der Produktionsqualität nicht zufrieden war. Eine neu gemasterte Version erschien 1998 zusätzlich mit den B-Seiten von Singles und Demos als Doppel-CD.

## Inhalt
Das Eröffnungsstück Assassing beschäftigt sich mit dem Thema Rufmord, wobei der Titel ein Wortschöpfung des Songschreibers Fish ist, gemischt aus den Begriffen assassin („Mörder“) und sassing („respektlos mit jemandem reden“). Der Text enthält eine Vielzahl von Metaphern zum Thema Wortgefecht / mit Worten kämpfen, z. B. unsheathe the blade within the voice („die Klinge in der Stimme aus der Scheide ziehen“).
Das Lied Punch & Judy nimmt Bezug auf zwei Figuren des englischen Puppentheaters Punch and Judy, die in etwa dem Paar Kasper und Gretel des deutschen Puppentheaters entsprechen. Thema des Songs ist Ehescheidung.
Bei einem Liveauftritt erzählte Marillion-Sänger Fish, dass das Lied Incubus von der Situation handelt, in der der Erzähler die frühere Freundin (womöglich mit einem anderen Mann) in einer Kneipe trifft und sie an bestimmte erotische Bilder erinnert, die früher von ihr geschossen wurden. Es geht also um die Rache und Feindseligkeit eines enttäuschten Liebhabers. Das Lied enthält die sanft gesprochene Zeile: I'm the irritating speck of dirt that came from absolutely nowhere. („Ich bin der ärgerliche Dreckfleck, der aus dem absoluten Nichts kam.“)
Gemäß Äußerungen von Fish bezieht sich der Name des Titelliedes und des Albums auf einen Slangausdruck aus dem Vietnamkrieg, den er in einer Sammlung von Erzählungen der Kriegsveteranen gefunden hatte. Fugazi war hier ein Backronym für Fucked Up, Got Ambushed, Zipped In. Sinngemäß ist „In der Scheiße sitzen, in einen Hinterhalt geraten, in einen Leichensack gesteckt werden“ gemeint (Zipped in bedeutet das Verschließen des Reißverschlusses des Leichensackes). Der Song zählt unzählige Schnittpunkte des Lebens auf und erwähnt Religion, Umwelt, Kriege und Kapitalismus.

## Titelliste
1. Assassing – 7:02
2. Punch & Judy – 3:21
3. Jigsaw – 6:49
4. Emerald Lies – 5:08
5. She Chameleon – 6:52
6. Incubus – 8:30
7. Fugazi – 8:12

Titelliste der Bonus-CD 
1. Cinderella Search (12" version) – 5:31
2. Assassing (Alternate Mix) – 7:40
3. Three Boats Down from the Candy (1984 Re-Recording) – 4:00
4. Punch & Judy (Demo) – 3:50
5. She Chameleon (Demo) – 6:34
6. Emerald Lies (Demo) – 5:32
7. Incubus (Demo) – 8:09

Titelliste der 3-CD + Blu-ray Disc, 2021
CD 1 2021 Remix
1. Assassing (7:02)
2. Punch And Judy (3:22)
3. Jigsaw (6:49)
4. Emerald Lies (5:08)
5. She Chameleon (6:53)
6. Incubus (8:30)
7. Fugazi (8:04)

CD 2 Live, The Spectrum, Montreal, Kanada, 20.06.1984 (Part 1)
1. Assassing (7:46)
2. Punch And Judy (3:25)
3. Jigsaw (6:34)
4. Script For A Jester’s Tear (9:09)
5. Chelsea Monday (8:06)
6. Emerald Lies (5:24)
7. Cinderella Search (5:52)
8. Incubus (9:09)

CD 3 Live, The Spectrum, Montreal, Kanada, 20.06.1984 (Part 2)
1. Charting The Single (7:20)
2. He Knows You Know (5:56)
3. Fugazi (9:31)
4. Forgotten Sons (10:42)
5. Garden Party (6:35)
6. Market Square Heroes (10:48)

Blu-ray Disc
1. Assassing 2021 Mix (45:48)
2. Punch & Judy
3. Jigsaw
4. Emerald Lies
5. She Chameleon
6. Incubus
7. Fugazi
8. Assassing (Live) Live In Montreal 20.06.1984 (105:41)
9. Punch & Judy (Live)
10. Jigsaw (Live)
11. Script For A Jester’s Tear (Live)
12. Chelsea Monday (Live)
13. Emerald Lies (Live)
14. Cinderella Search (Live)
15. Incubus (Live)
16. Charting The Single (Live)
17. He Knows You Know (Live)
18. Fugazi (Live)
19. Forgotten Sons (Live)
20. Garden Party (Live)
21. Market Square Heroes (Live)
22. Cinderella Search Extended Single Extra Audio Tracks(41:19)
23. Assassing [Alternate Mix]
24. Three Boats Down From The Candy
25. Punch & Judy[Demo]
26. She Chameleon[Demo]
27. Emerald Lies[Demo]
28. Incubus[Demo]
29. The Performance Has Just Begun – The Story Of Fugazi(Documentary) (72:36)
30. The Story Of The Songs: Track-By-Track(35:01)
31. Assassing[Promo Video]	3:41
32. Backstage Interview (Live) Live Concert For Swiss TV Filmed 21.11.1984	(49:47)
33. Assassing (Live)
34. Punch & Judy (Live)
35. Jigsaw (Live)
36. Cinderella Search (Live)
37. Incubus (Live)
38. Garden Party (Live)
39. Market Square Heroes (Live)